# Omega Sorg
Die Omega Sorg GmbH (Eigenschreibweise OMEGA SORG) ist ein deutsches Unternehmen im Lebensmittel-Fachgroßhandel mit Hauptsitz in Essingen bei Aalen. Das Unternehmen betreibt neben seinem Hauptsitz weitere Niederlassungen in Stuttgart, Nürnberg und Waldheim und ist Mitglied im deutschlandweiten Service-Bund.
Das Warensortiment umfasst 48.000 Food- und Non-Food-Artikel im Bereich der Gastronomie, Hotellerie und Gemeinschaftsverpflegung.

## Geschichte
Hans Sorg übernahm 1966 ein Metzgereibedarfsgeschäft, dessen Betrieb 1982 in die Omega-Einkauf H. Sorg GmbH überging. Ab 1994 lief dann die Gebietszentrale unter der Omega Sorg GmbH in Aalen als Großhandelsunternehmen für das Ernährungsgewerbe. 2002 übernahm die Omega Sorg GmbH die gesamte Produktpalette von Langnese von Unilever als Vertriebspartner in sein Warensortiment. 2005 übernahm das Unternehmen das Großverbrauchergeschäft der Feinkost Böhm am Standort Stuttgart und erweiterte damit sein Vertriebsgebiet und den Kundenkreis in Baden-Württemberg sowie dessen Warensortiment.

## Verkaufsgebiet und Vertrieb
Der Vertrieb erfolgt durch Außendienstmitarbeiter und durch Telefonverkäufer, die von den vier Standorten Großverbraucherkunden aus den Bundesländern Baden-Württemberg, Bayern und Sachsen betreuen. Alternativ haben die Großverbraucherkunden auch die Möglichkeit, Waren über einen Onlineshop zu bestellen.

## Dienstleistungssektor
Das Unternehmen bietet Großverbrauchern Großküchenplanungen einschließlich der Wartung durch einen eigenen Geräte-Service an.

## Zertifizierungen
Das Unternehmen besitzt die IFS- und BIO-Zertifizierung sowie das MSC-Zertifikat (MSC Chain of Custody) Version 3.0 und das ASC-Zertifikat (Aquaculture Stewardship Council) Version 1.0.